# Isleifo de Skálholt
Isleifo (em latim: Isleifus Gissuri; em nórdico antigo: Ísleifur Gissurarson; 1006 - 1080) foi um sacerdote islandês da Igreja Católica. Era filho do godi Gissuro, o Branco e a sua terceira esposa Tordis, filha de Torodo (Þórdís Þóroddsdóttir). Depois de ter estudado em Herford, no Sacro Império Romano-Germânico, em 1056 foi elevado como o primeiro bispo da Islândia pelo arcebispo de Brema Adalberto (1043–1072). Ele construiu um bispado e uma escola em Skálholt. Entre seus alunos estavam Colur da Noruega e João Ögmundarson. Isleifo morreu em 1080 e foi sucedido em 1082 por seu filho Gissuro em Skálholt.